# 中国共産党章程
中国共産党章程（ちゅうごくきょうさんとうしょうてい、簡体字中国語: 中国共产党章程）は、中国共産党の規約。日本語では中国共産党規約（ちゅうごくきょうさんとうきやく）とも呼ばれる。全53条からなり、総綱、党の組織構造、党の徽章と党旗について書かれている。

## 歴史
現行の党規約は1982年9月に開催された第十二回全国代表大会で採択された。変化する情勢と課題に応じて修正が行われ、1987年11月に開催された第十三回全国代表大会で一部の条項が修正され、1992年10月に開催された第十四回全国代表大会で総綱と一部の条項が修正され、2002年11月に開催された第十六回全国代表大会で総綱にいくつかの修正が加えられた。また、2017年10月に開催された第十九回全国代表大会と2022年10月に開催された第二十回全国代表大会で新たな修正と条項の追加が行われた。

## 内容
党規約は「総綱」という前文と、それに続く11章53条の本文からなる。章の順番は以下の通りである。
1. 党員
2. 党の組織制度
3. 党の中央組織
4. 党の地方組織
5. 党の末端組織
6. 党の幹部
7. 党の規律
8. 党の規律検査機関
9. 党組（中国語版）（党グループ）
10. 党と共産主義青年団との関係
11. 党の徽章および党旗

中華人民共和国の政治体制を動かす組織原理は「民主集中制」である。この制度の下では、民主主義の原則に基づき、党組織の全てのレベルの党員に主要な政策課題への参加と意見表明が求められる。これは絶え間ない協議と調査に基づく。同時に、中央集権主義の原則に基づき、下級組織は上級組織の命令に従う必要がある。議論が最高指導機関に達し、政策に関する決定が下されると、全ての党員はこれを支持する義務がある。
党規約は社会主義民主制の促進、社会主義法制度の発展と強化、近代化計画を実行するという人民の決意を強固にするための党の役割を強調している。